# Nagy László (helytörténész)
Nagy László (Gencs, 1936. augusztus 22. –) erdélyi magyar néprajzi szakíró, helytörténész.

## Életútja
Középiskoláit Nagykárolyban végezte (1953), majd a Bolyai Tudományegyetemen szerzett tanári képesítést földrajz-geológiából (1958). Tanári pályáját a mezőpetri általános iskolában kezdte (1958-60); majd nyugdíjazásáig (1990) Nagykárolyban volt ugyancsak általános iskolai tanár.
Első írása a Szatmár megyei földrengésekről a Szatmári Hírlapban jelent meg (1984/29); később néprajzi és helytörténeti cikkeket közölt a Nagykároly és Vidéke, a Szatmári Friss Újság, valamint az orosházi A Hónap hasábjain. Szaktanulmányai, jelentősebb cikkei: Adalékok a nagykárolyi és környékbeli falvak kovácsmesterségéhez (Szabolcs-Szatmári Szemle 1991/3. 316-324), A nagykárolyi szőlőskertről és szüreti szokásokról (Néprajzi Látóhatár 1993/3. 110-117), A nagykárolyi piaristák munkásságáról (Nagykároly és Vidéke 1999/6-11). Közleménysorozatban írta meg a nagykárolyi Kossuth-szobor történetét (Nagykároly és Vidéke, 1998. január 28-tól), Kismajtény múltját (Szatmári Friss Újság, 1999. április 17.); leírást adott a hadadi Wesselényi-kastélyról (A Hónap, 1992/11).
Kéziratban kiadásra váró munkái: A nagykárolyi református egyház története; Nagykároly – egy partiumi kisváros a magyar szellemi életben; Nagykároly növényvilága.

## Kötete
- Károlyi Gáspár kora, élete és munkássága (Nagyvárad 1996).